# Mike Connell
Mike Connell (Johannesburg, 1º novembre 1956) è un ex calciatore sudafricano, di ruolo difensore.

## Caratteristiche tecniche
Era un difensore roccioso e coraggioso, tanto da essere soprannominato Iron Mike.

## Carriera
Inizia la carriera agonistica in patria, in forza al Joburg Rangers, club con il quale milita nella NFL sudafricana e con il quale esordì sedicenne nella sconfitta contro il Durban City. Nel 1973 effettuò un lungo provino con i londinesi dell'Arsenal, con cui però non firmò.
Notato da Eddie Firmani, tornato in Sudafrica per trovare nuovi giocatori, nella stagione 1975 viene ingaggiato dagli statunitensi del T.B. Rowdies, neonata franchigia della NASL. Con i Rowdies, giocando da titolare la finale, si aggiudicò il torneo nordamericano, superando nel Soccer Bowl '75 i Portland Timbers.
Rimase in forza ai Rowdies sino alla stagione 1984, saltando solo il torneo del 1976 per adempiere al servizio militare in patria, l'ultima della NASL, raggiungendo con i floridiani la finale del torneo nordamericano in altre due occasioni, nel 1978 e 1979.
Chiusa l'esperienza NASL, nel 1985 gioca con i Tulsa Roughnecks alcuni incontri amichevoli.
Nella stagione 1988 è in forza ai Ft. Lauderdale Strikers, militante nella rinata American Soccer League. Con gli Strikers raggiunse la finale del torneo, persa contro i Washington Diplomats.
Contemporaneamente e successivamente al calcio si dedicò con i Rowdies all'indoor soccer, militando nella NASL indoor, vincendola in due occasioni, nel 1979-1980 e 1983.
Lasciato il calcio giocato, resta a vivere in Florida, divenendo responsabile del Tampa Rangers.

## Palmarès

### Calcio
- Campionato NASL: 1

Tampa Bay Rowdies: 1975

### Indoor Soccer
- Campionato NASL indoor: 2

Tampa Bay Rowdies: 1979-1980, 1983